# Karinainen
Karinainen este o fostă comună din Finlanda.